# Урмаєво (Комсомольський район)
Урма́єво (рос. Урмаево, чув. Урмаел) — присілок у складі Комсомольського району Чувашії, Росія. Входить до складу Урмаєвського сільського поселення.
Населення — 2889 осіб (2010; 2792 у 2002).
Національний склад:
- татари — 85 %